# Laboratori de Llengües i Civilitzacions de Tradició Oral
El Laboratori de Llengües i Civilitzacions de Tradició Oral en francès (LACITO) és un laboratori de recerca (UMR) en col·laboració entre el Centre Nacional de la Recerca Científica, la universitat de París-III i la universitat de París-IV. Té la seu al Centre André-Georges Haudricourt del campus del CNRS de Villejuif, i hi treballen na cinquantena de persones.
El laboratori investiga i dona a conèixer llengües i cultures de tradició oral d'arreu del món. En termes més generals, participa en la investigació internacional en lingüística, la combinació de lingüística descriptiva, tipologia lingüística, lingüística històrica i reflexions teòriques sobre el llenguatge. També hi treballen investigadors etnòlegs,  antropòlegs i especialistes en literatura oral.
Les recerques del centre es basen en estudis de camp efectuats en diverses regions lingüístiques i culturals: lengües del Pacífic, tibetano-birmanes, dravidiana camito-semita, bantu, swahili, balcànica… Els materials són descrits (gramàtica, diccionaris…) i s'analitzen en llurs components lingüístics (fonologia, morfologia, sintaxi, semàntica) o antropològics (interacció comunicativa, relació amb la natura o la cultura, simbolisme). Aquestes treballs se situen en el marc dels problemes actuals de tipologia, cognitiva, pragmàtica, lingüística històrica i areal…).
Mitjançant el programa d'arxivatge Pangloss, Lacito desenvolupa eines de programari informàtic per a conservar les dades en les llengües poc documentades accessibles alhora als investigadors i a les comunitats.

### Publicacions
- Adamou, Evangelia. Endangered Languages [Llengües en perill] (en anglès).  The MIT Press, 2024, p. 264. ISBN 978-02-6254870-0.